# Hydrophis platurus
La serpiente marina amarilla (Hydrophis platurus) es una especie de saurópsido escamoso de la familia Elapidae de hábitos acuáticos que habita en el océano Pacífico.

## Descripción
Esta serpiente mide alrededor de 90 a 100 cm de longitud.
Su cuerpo está comprimido lateralmente, haciéndolo ápto para nadar. La cabeza es alargada, aplanada y estrecha, con ojos de tamaño medio y pupilas redondeadas. Presenta una coloración gris, con líneas amarillas laterales y escamas ventrales estrechas, lo que le dificulta el desplazamiento en tierra y hace que se muestre torpe.

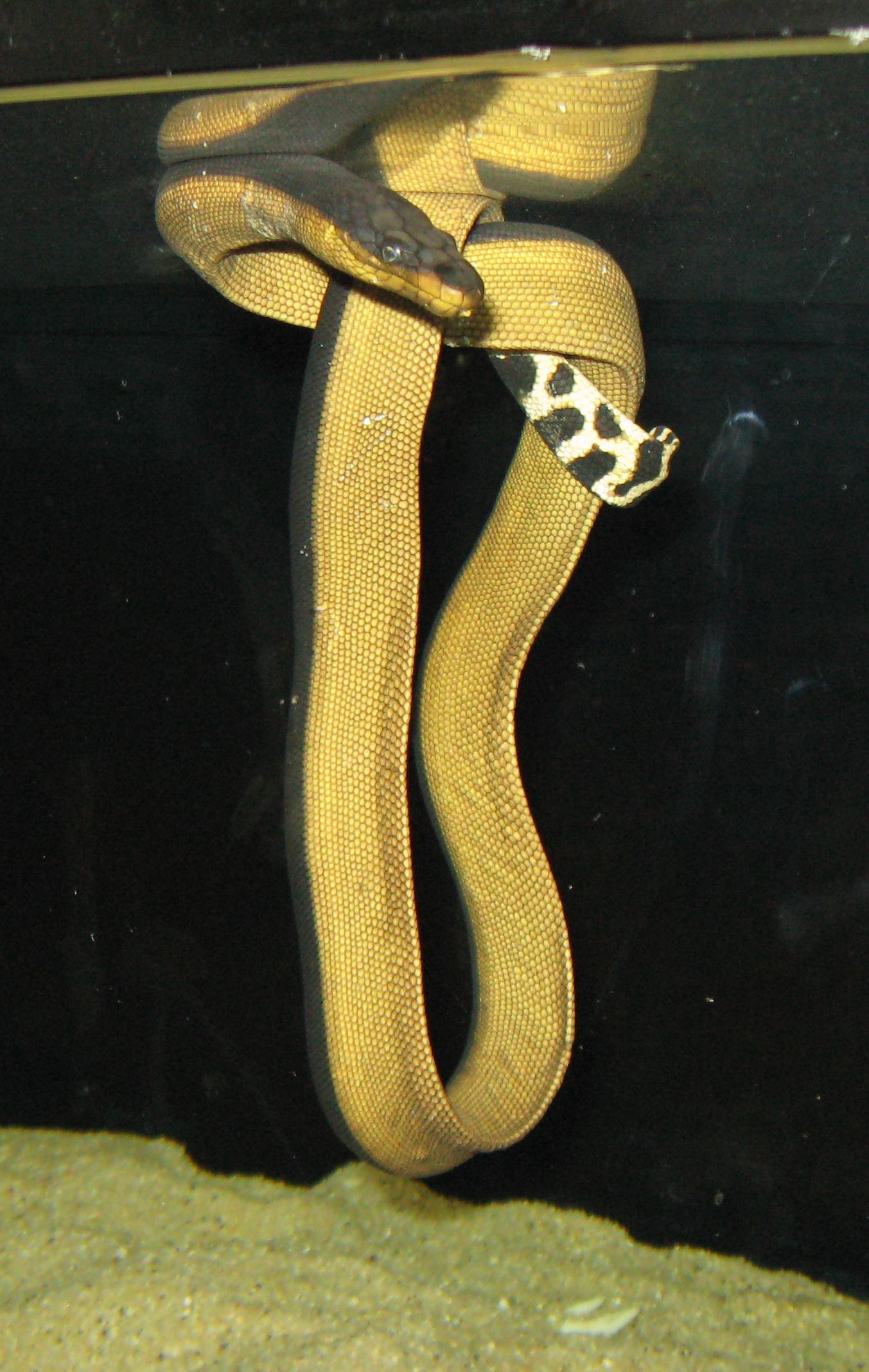
Hydrophis platurus, está relacionada con las serpientes marrones, cobras y taipanes (Elapidae)

### Veneno
El veneno de esta especie es altamente tóxico, al igual que muchas serpientes de mar. La LD50 subcutánea para este veneno es de 0.067 mg/kg y la cantidad de veneno por mordida es de 1.0 a 4.0 mg. El veneno de la serpiente marina amarilla contiene diferentes neurotoxinas y otras dos isotoxinas. El análisis proteómico del veneno mostró que además de las neurotoxinas (50%) contiene una fosfolipasa A2 (33%) y una proteína CRISP (9%) como componentes más abundantes.

## Distribución y hábitat
Habita en los litorales costeros del océano Pacífico, dentro de los límites tropicales y subtropicales. Requiere aguas no más frías de 16 °C para sobrevivir, aunque se le ha visto en el golfo de Santa Clara en Sonora, México (Golfo de California), donde la temperatura del agua es muy cálida, llegando a alcanzar hasta los 30 °C. Se desconoce cómo logra sobrevivir a este clima; al parecer evolucionó para adaptarse y no morir en estas condiciones.

## Variación de color

### Población con coloración atípica en el Golfo Dulce, Costa Rica[10]
Un estudio publicado en el año 2010 en la prestigiosa revista científica Cuadernos de Investigación UNED documentó una población atípica de Hidrophis platurus en el interior del Golfo Dulce, en el Pacífico  Sur (Región Brunca) de Costa Rica. Esta especie, que posee la mayor distribución entre todas las serpientes marinas, muestra una notable variabilidad en sus patrones de color a lo largo de su rango, generalmente combinando tonos negros, cafés y amarillos. Sin embargo, la población registrada en el Golfo Dulce se caracteriza por presentar una coloración amarilla intensa y extensa, sin los patrones oscuros dorsales típicos de otras regiones. El estudio sugiere que esta variación puede estar relacionada con la limitada conectividad genética entre la población oceánica y la del interior del golfo, causada por los patrones de circulación de corrientes superficiales en esta cuenca de tipo fiordo. Además, las condiciones ambientales únicas del Golfo Dulce —incluyendo temperaturas específicas del agua y una marcada anoxia en sus aguas profundas— podrían haber favorecido este fenotipo particular. Este hallazgo refuerza la importancia del Golfo Dulce como un laboratorio natural para el estudio de la evolución y adaptación de especies marinas en contextos de aislamiento ecológico.